# 白石りん
白石 りん（しらいし りん、1995年12月12日 - ）は、日本のAV女優。RIL所属。

## 略歴・人物
2016年10月、SODクリエイトの専属女優としてAVデビュー。
2016年6月、現所属事務所の社長から声を掛けられ興味を持ったことがAV女優となった切っ掛け。
- 趣味：国内旅行、漫画、アニメ、ゲーム、コスメ[2]
- 趣向：りんご、薔薇、石鹸の香り
- チャームポイント：瞳、胸、くびれ、上下2本ずつ有る4本の八重歯
- 特技：ピアノ、バスケ[2]

## 出演作品

### アダルトDVD
2016年
10月
- 本職 現役デザイナー 超巨乳!!極上のくびれ! 奇跡のプロポーションを持つ、誰もが抱きたくなる 新人発掘 白石りん 20歳 AVデビュー（10月6日、SODクリエイト）

11月
- 本職パッケージデザイナー 白石りん 完全調教 全身性感帯の極上ボディがエビ反りするほど痙攣激イカせ! 超大量潮吹きまくりSEX（11月10日、SODクリエイト）

12月
- 本職 パッケージデザイナー 白石りん 中出しOK! 超高級新人ソープ嬢 極上のくびれ! 超美巨乳! 誰もが抱きたくなる奇跡のプロポーションを独り占めスペシャル（12月8日、SODクリエイト）
- 「AV撮影」募集に群がるS級素人たち（12月23日、S級素人）他出演:琴羽雫、なるせみらい、桃井りの
- ボインロス（12月24日、HMJM）
- ひたすら乳 ひたすらシリーズ No.011（12月30日、プレステージ）

2017年
1月
- 弾丸美巨乳フェティシズム 3（1月13日、BAZOOKA）他出演:笹倉杏、北川エリカ、羽生ありさ
- 業界を代表するスゴ腕セールスレディが焦らして焦らして焦らしまくる！！淫乱性保レディBEST（1月13日、BAZOOKA）他出演:多数

2月
- 真面目そうな隠れ巨乳の地味子OLはハメたら何回もイキまくる敏感体質の女の子（2月2日、AKNR）
- 生中出し若妻ナンパ! 24（2月10日、S級素人）他出演:大倉みゆ、さくらみゆき、なるせみらい、岡沢リナ

3月
- マジックミラー号 大学卒業式を終えたばかりの友達同士の男女が初乗車! Hなゲームでお互いのオナニーを見せ合ったら火が付いて“思い出SEX”までしてしまうのか!? 3（3月2日、SODクリエイト）※「ひな」名義　他出演:りこ、はな、あおい
- 麻薬捜査官ヤク漬け膣痙攣（3月2日、アイエナジー）
- 普段は地味だがエッチはド派手!! 上司と社内不倫している隠れ巨乳の地味子ちゃんを寝取っちゃった俺（3月2日、AKNR）他出演:水城奈緒、河北はるな
- 顔出し!女子大生限定 ザ・マジックミラー 乗車人数増量で400分2枚組の徹底調査スペシャル! 友達同士2人っきりで初めての混浴温泉♥ リアル素人大学生が日本一エロ〜い車の中で過激ミッションにより徐々に近づく心とアソコ! じわじわ湧き出る性欲で男と女は友情という垣根を超えてしまうのか!? 3 in池袋（3月7日、ディープス）※「あさこ」名義　他出演:りりか、さき、まい、かな、はるか、ゆか、さいり
- 「エッチしてもいいよ♥」チャンス到来!でもコンドームが無い! 「じゃダメ」ならばせめて素股だけでも…「だったらいいよ」のはずが! バイト先で仲間が数人集まって家飲み!しかし女子は全員彼氏持ち。それでも楽しくお酒を飲んで、酔っ払いその場で寝ていくバイト仲間たち。寝ているせいで服が乱れ女の子の胸チラやパンチラが見えてしまい大興奮!我慢できず思わず夢中で触っていたら女子が起きてしまった!酔った勢いで思い切ってお願いしてみると、酔っ払っているせいか好反応だったのです。皆が寝ている中、こっそりエッチ…いざ挿入しようとするとゴムがないのでまさかのNG。 でも必死にお願いしたら素股だけはOK!素股だけのはずが感じている女子にヌルっと生挿入!で生中出し!（3月7日、Hunter）共演:白井ゆずか　他出演:春日部このは、里美まゆ
- 街行くベビーカー妻ナンパ! 2 〜感度が上がった人妻GET〜（3月17日、DOC）他出演:はるのるみ、神田りさ、中森いつき、水川愛莉、倉内まりや、白金れい奈、堀北あい奈、推川ゆうり
- 旦那に貞操帯をつけられ禁欲状態を余儀なくされた人妻は過剰発情しチ○コを求め他人棒に貪り付く（3月17日、DOC）他出演:中森いつき、上原志織
- 義理の父と育ての親 二人の父と禁断の肉体関係を持つ薄幸 巨乳若妻（3月18日、ヒビノ）
- ラグジュTV×PRESTIGE SELECTION 23（3月24日、プレステージ）※「佐伯薫」名義

4月
- 俺の妹、爆乳きゃしゃぁーん だってキャシャなんだも〜ん 妹の爆乳は一見にしかず（4月13日、チェリーズれぼ）
- 同期入社のアイツらに妻を寝取られて…。 嗚咽が出ながらも興奮してしまった僕の生末って…。（4月20日、ヒビノ）
- 側に友達がいて「声も出せない状況」の車中で隣の巨乳娘に悪戯すると最初は抵抗するが目的地に着いて降りる頃には…（4月21日、DOC）他出演:推川ゆうり、山本しゅり
- 街行く素人お姉さん 「あなたのエロテク見せてください!」 〜20分以内にイカせられたら賞金10万円〜（4月21日、DOC）他出演:推川ゆうり、成宮かんな、白石雪愛、千葉みゆ、水川愛莉、来栖まゆ、伊東紅蘭、夏乃ひまわり
- 素人おっぱいエステナンパ!（4月21日、DOC）※「りか」名義　他出演:まなみ、りな、まりあ、あかり、ゆか、のぞみ、こころ、ひかり
- 艶乳 おっぱいマニアックス（4月25日、マックス・エー）

5月
- JD中出しセックス課外授業 精液フェチドM女子大生（5月5日、h.m.p）
- 人妻ナンパ自宅中出し×PRESTIGE PREMIUM 欲求不満な人妻5名in池袋・杉並・荻窪 PREMIUM 03（5月5日、プレステージ）※「真紀」名義　他出演:大橋、ヒロ、あまね、まい
- 一般男女モニタリングAV マジックミラーの向こうには大好きな彼氏! 完全保存版スペシャル! 2人っきりの密室で素人女子大生が童貞で悩む彼氏の友達と1発10万円の中出しSEXで筆おろしに挑戦! 3 憧れの友カノに興奮した勃ちっぱなしチ○ポといけないと思いつつも火照ってしまった発情マ○コは彼氏の目の前で何度も中出し!! 合計18発 さらに過去のシリーズ総集編付き! 素人女子大生27人! 2枚組!8時間!（5月7日、ディープス）※「かずみ」名義　他出演:さくら、まこ、うみか
- 超絶倫童貞少年! もうヤメて!と逃げる義姉を追いかけハメまくる! 5 突然出来た義理のお姉ちゃんは超ヤリマン! いつも超無防備だからパンチラ胸チラしまくりでボクは毎日勃起しまくり!ボクの勃起をからかうお姉ちゃんもいつしか勃起にムラムラして発情!我慢できなくなって「フェラだけだったらいいよ…」と僕のチ○ポに…。貪りついてきたら最後、ボクももうフェラだけでは我慢できません!! 戸惑うお姉ちゃんを無視してとにかく腰を振って腰を振って色々な場所でヤリまくっちゃいました!! 何度も何度も発射してボクのチ○ポが勃起しなくなるまで何度もヤリました! ※もう何発ヤッたか分かりません!!（5月7日、Hunter）他出演:蓮実クレア、北川ゆず、伊東真緒
- クールな神ボディOLは、超敏感な乳首責めと、激しい挿入で何度も絶頂! ホテルお籠りセックスで弄ばれて、顔も膣も汚され尽くされて…（5月13日、オーロラプロジェクト・アネックス）
- 「ダメだよ動いちゃ!!今、先っぽ挿っちゃったよ!!」 素股でヌルっと生挿入! 突然出来た義理の姉はとても頭が良くて優しいけど超巨乳でセクシー過ぎる!!しかもいつも無防備だから大きな胸の谷間や乳輪、透け乳首が見えて、童貞のボクは毎日勃起!!ある日、勃起している見られてしまい「マズい!」と思ったけど正直に話したら優しいお姉ちゃんはひくどころか童貞のボクを不憫に思い「擦り付けるだけだったら…いいよ」とまさかの素股OK!! 擦り付けていたらお姉ちゃんのアソコが濡れ出し腰の動きも早くなってきた!!調子にのってボクも腰を動かしたらヌルヌルズボ!!で、まさかの生挿入!!「ダメ!挿っちゃってるよ!」って普通は言うけど気持ちよすぎてもうどうにも止まりません!とにかく無我夢中で激しく腰をふり続け結局、我慢できずに何度も何度も中出ししちゃいました!でも優しいお姉ちゃんはこんなボクを笑顔で許してくれました!!（5月19日、Hunter）他出演:若槻みづな、平川莉沙、涼海みさ、塚田詩織
- 「こんなイヤらしい肢体のお前は、嬲られて当然!」 弄ばれた肉感Fカップの美人OL。罪作りな程の神ボディは、獣たちの欲望に曝され、騙されて犯されて淫乱覚醒!（5月25日、オーロラプロジェクト・アネックス）
- ラグジュTV×PRESTIGE PREMIUM 06（5月26日、プレステージ）※「佐伯薫」名義）他出演:多数

6月
- 昭和の女 借金肉奴隷 夫がサラ金で借りたお金の返済に躰を差し出しザーメンまみれで玩具にされる買われた若妻 白石りん（6月1日、ヒビノ）
- 寝ている姉にイタズラしていたら逆に生ハメを求められて、もう発射しそうなのにカニばさみでロックされて逃げられずそのまま中出し!（6月15日、アイエナジー）他出演:麻里梨夏、三原ほのか、若菜奈央
- 欲求不満な人妻たちの淫語かたりかけ自画撮りぐちゅぐちゅ連続絶頂指オナニー（6月15日、アイエナジー）他出演:多数

7月
- 絶倫射精15発！！！！！！空港で見つけた女神CA降臨！悩める男子に性処理サポートお願いします！（7月15日、ピーターズ）他出演:水谷あおい、加藤えま、他1名
- 相席居酒屋でナンパした仲良し2人組をお持ち帰り。コソコソHしていると隣の部屋にいるガードの堅い女友達はヤラせてくれるか（7月20日、アイエナジー他出演:杏堂怜、他2名
- 120％リアルガチ軟派伝説 vol.50（7月21日、プレステージ他出演:他4名

8月
- 募集ちゃんTV×PRESTIGE PREMIUM 39（8月4日、プレステージ※「りん21歳 イベントコンパニオン」名義)他出演:NAOMI、加藤あやの、きみと歩美
- 『私もAV女優になれますか？』どこにでもいる女の子のエッチな冒険！いきなり面接セックス＆汁だく調教 （8月4日、h.m.p)他出演:AIKA、藤本紫媛、篠田あゆみ、篠宮玲奈
- 巨乳過ぎるお姉ちゃんが実はドストライク！！そんなお姉ちゃんと狭いお風呂で二人きりに！！なぜ、そんな事になったかって…？都内で一人暮らししてるお姉ちゃんが久しぶりに実家に帰って来た！お姉ちゃんはすごく優しくて頭も良くて弟のボクが言うのもなんだけど巨乳で… （8月19日、Hunter) 他出演:橘咲良、三原ほのか、森はるら、星空もあ
- 同僚が出張中に奥さんをNTRちゃった俺 （8月24日、AKNR)他出演:きみと歩実、卯水咲流
- 満員バスで背後から制服越しにねっとり乳揉み痴漢され腰をクネらせ感じまくる巨乳女子校生 2 （8月24日、ナチュラルハイ)他出演:他3名
- コンドームなしでエッチな状況になったらどうなるのかをモニタリング 部活帰りの大学生友達男女が銭湯で2人っきり 巨乳っ子がマイクロビキニ姿で初めてのパイズリをしたらどうなるのか？！…結果、即勃起！銭湯中を反響するあえぎ声の中、生ハメ生中出し！ （8月24日、SODクリエイト)他出演:他多数

9月
- 過激痴漢 (AV OPEN 2017 ハード部門エントリー作品）（9月1日、アパッチ)他出演:多数

10月
- 眼鏡×競泳水着×くびれボイン 白石りん（10月6日、クリスタル映像)
- 近所妻NTR　旦那が不在中に撮影したSEX映像 （10月19日、AKNR)他出演:永井みひな、北川ゆず
- 手の指でマ○コを隠さないから穴へのヌキサシと淫汁ぐちょぐちょが良く見える！淫語語りかけスティックローターオナニー（10月19日、アイエナジー）他出演:多数
- 超満員の通勤電車で巨乳美人OLと奇跡の密着素股状態！通勤電車で目の前に来たのはスーツが似合う巨乳OL。近くで見える胸の谷間で満足していたら身動きが取れなくなって密着してしまい勃起！不可抗力ながらも謝るが、その感触に勃起は収まるどころかギンギンになり勃起チ○ポはOLの尻に突き刺さり、さらには股間に潜り込みまさかの素股状態！腰を引こうにも擦れ合うアソコと勃起チ○ポにOLも興奮状態に！しかも自ら腰を振り感じはじめるOL！遂に挿入を求めてくる事態に！（10月19日、Hunter) 他出演:斉藤みゆ、葵千恵、真木今日子他、計5名
- 覚醒注意 悔しがり目線。 白石りん（10月26日、タカラ映像)
- ナンパTV×PRESTIGE PREMIUM 12（10月27日、プレステージ）他出演:多数
- ゲスの極み温泉 貸切湯12組目（10月27日、フルセイル）
- SEX by HMJM 18 ハマジムベスト18 6時間 （10月28日、HMJM)他出演:三原ほのか、西園さくや、松下美織、早川瀬里奈、橋下まこ、清城ゆき、美玲、皆野あい、唯川みさき、羽島愛、椎名りりこ、和泉小春、雨音わかな、藍川美夏、舞川セナ

11月
- 夫の遺影の前で犯されて、気が狂うほど絶頂した私。 白石りん（11月1日、マドンナ)
- NTR 教え子に寝取られた同窓会（11月1日、BeFree)
- 【昼は営業スマイル、夜はアヘ顔】スタイル抜群の不動産屋営業さんのSEX事情 （11月2日、AKNR)他出演:永井みひな、北川ゆず
- 超絶テクで射精無制限！ 淫らな痴女が絡みつく中出し逆3Pクラブ 白石りん，佐倉ねね（11月13日、Fitch)他出演:佐倉ねね
- 超振動ローター三輪車レース2（11月25日、はじめ企画)他出演:小西まりえ、君色花音、葉月もえ、紗凪美羽 他、計6名

12月
- 巨乳スレンダー連射中出しソープ 白石りん（12月1日、OPPAI)
- 彼氏のお父さんに抱かれたくて… 白石りん（12月1日、プラネットプラス)
- 童貞棋士と絶倫オヤジ棋士と巨乳女流棋士 まわれまわれ王手!メリーゴーランドギャングバング!! （12月7日、桃太郎映像出版)
- ナンパJAPAN検証企画！「絆を深めるためには混浴が一番って知ってましたか？」 オフィス街で声をかけた男上司と女部下が二人きりで初めての混浴体験！巨乳編！！但し用意された水着は極小マイクロビキニのみ！場所はラブホテルのジャグジー！（12月13日、ナンパJAPAN)他出演:佐倉ねね、吉川あいみ、霧島さくら
- 親戚のお姉さんがこっそり誘惑してくるから子作り（2017年12月13日、ズッコン/バッコン)他出演:佐々木あき、北川エリカ、若菜奈央

2018年
1月
- 私を寝取ってください… 白石りん（1月19日、クリスタル映像）
- ネトラレーゼ 妻の実家に帰省した時欲望に満ちた青年団に妻が寝取られた話し（1月25日、タカラ映像)
- 誰とでもヤル女は実在した！-噂のヤリマン団地妻に潜入取材！- （1月25日、SENZ)他出演:1名
- 寝取られ限定 成人式の2次会で祝お酒解禁！振袖着たまま女子が悪酔い！友人の彼女をノリで寝取った成人記念ハメ放題ビデオ！ あかね（20歳、Gカップ、彼氏なし） まい（20歳、Gカップ、彼氏あり）（1月25日、お持ち帰り/妄想族)他出演:夏希みなみ

2月
- はだかの家政婦 全裸家政婦紹介所 白石りん（2月1日、プラネットプラス）
- 誘惑◆マッサージサロン 白石りん （2月2日、ドリームチケット）
- ROCKET１０周年記念ユーザーリクエスト祭り　ローション、墨汁、どろんこまみれ！　ウェット＆メッシー（WAM）AV女優○×クイズ　（2月8日、ROCKET）他出演:仁美まどか、川越ゆい、星宮あかり、七海ゆあ
- 「結果的エロ展開」には必須の非現実女体 （2月9日、emerald(コスプレ)）
- 絶縁覚悟！！！！デートレイプ友達や元カレの望まぬ性交にパニック寸前で感じまいと拒絶し続ける女たち （2月22日、ナチュラルハイ）他出演:きみと歩美、高杉麻里、白咲ゆず

4月
- 下半身タッチNGのセクキャバで体験入店の女子ばかりを言葉巧みにオトし本番中出しする悪徳客の実態を捉えた！6（4月1日、変態紳士倶楽部）他出演:ひなた澪、美谷朱里
- 極イカセ! 手枷足枷で開脚拘束される女たち10人（4月13日、Nadeshiko(ナデシコ)）他出演多数
- 完全撮りおろし！主観フェラ抜き体験8時間！Vol.4（4月13日、オーロラプロジェクト・アネックス）他出演多数

8月
- マジックミラー号 素人美女限定 100の質問中に突然デカチンを即ハメ！恥じらいつつも、連続ピストンでオマ○コぐちょ濡れ大絶頂！合計8名（8月23日、SODクリエイト）他出演多数

2019年
5月
- 欲求不満な人妻たちの淫語かたりかけ自画撮りぐちゅぐちゅ連続絶頂指オナニー（5月23日、アイエナジー）他出演:多数

### WEB配信
- デジグラ（2017年1月6日）https://www.digi-gra.net/modellist/s0456/
- ラグジュTV 532（2017年1月9日、MGS動画）※「佐伯薫　29歳　化粧品会社」名義
- Real Street Angels りん（2017年2月3日）http://real2.s-angels.com/teigaku/item.php?ID=m391_rin
- 街行くセレブ人妻をナンパしてAV自宅撮影！⇒中出し性交！ celeb.11 旦那様不在！美麗奥様、AV男優と久方ぶり他人棒浮気セックス！！の巻 in 池袋 （2017年2月26日、MGS動画）※「真紀さん　29歳　誠実清楚系美麗奥様」名義
- ラグジュTV 586 （2017年3月4日、MGS動画）※「佐伯薫　29歳　化粧品会社」名義
- スタイル抜群Fカップの9頭身イベントコンパニオンりんちゃん参上！おそらく、いゃ、絶対にミラクルボディを自慢しに来た変態コンパニオン！応募理由は「彼氏もいなくて寂しくて…」嘘です！自慢のボディを魅せ付ける魅せ付ける！やっぱり自慢しに来たコンパニオンは巨乳揺らして何度もイカされ満足気に帰って行きましたとさ！ （2017年4月26日、MGS動画）※「りん 21歳 イベントコンパニオン」名義
- スポーツジムナンパ 01　（2017年5月1日、MGS動画）※「りん 22歳 システムエンジニア」名義
- 「この娘たちが5分で昇天させてくれるんです！」 5min HEAVEN シリーズ（5月11日、オーロラプロジェクト・アネックス）https://www.aurora-pro.com/fas/-/product/p/goods_id=SAP-174/
- Rin 巨乳デザイナー、淫らに乱れて…・白石りん vol.1　（2017年5月27日、REbecca）https://web.archive.org/web/20201123211658/http://rebecca-web.com/file/rebd_242_1
- 高画質 3MB Rin 巨乳デザイナー、淫らに乱れて…・白石りん（2017年6月3日、REbecca）https://web.archive.org/web/20200804120403/http://rebecca-web.com/file/rebd_242_h
- 高画質 HD Rin 巨乳デザイナー、淫らに乱れて…・白石りん（2017年6月3日、REbecca）https://web.archive.org/web/20170707145916/http://rebecca-web.com/file/rebdb_228
- Rin 巨乳デザイナー、淫らに乱れて…・白石りん vol.2　（2017年6月14日、REbecca）https://web.archive.org/web/20230421224404/http://rebecca-web.com/file/rebd_242_2
- Rin 巨乳デザイナー、淫らに乱れて…・白石りん vol.3　（2017年6月28日、REbecca）https://web.archive.org/web/20201123222921/http://rebecca-web.com/file/rebd_242_3?PHPSESSID=ab1f844311c1d1fcd91b931e3c5b1a82
- まゆみさん 25歳 　（2017年8月5日、MGS動画）※「まゆみ 25歳 キャビンアテンダント」名義
- 【DMM独占配信】りん （2017年11月24日、DMM動画.R18配給  High SCENE）※「りん 23歳」名義
- 【限定300個】超キュート♥押しに弱い素人っ娘 たまきちゃん 24才を部屋に連れ込みペニスをボロン！しゃぶりはじめたらどんどんエロくなってトルネードじゅぽフェラ＆綺麗すぎるとんがり美パイで乳コキまです （2017年12月20日、fc2 ）※「たまき」名義 http://adult.contents.fc2.com/article_search.php?id=733607

- ありさ（22）女子大生 マジックミラー号 透き通る生脚美脚Fカップ美少女に即ハメ！ （2017年12月22日、DMM動画.R18配給   SODクリエイト ）※「ありさ」名義

- 残り150コ】3P・乱交個人撮影♥神美乳♥キスに弱い たまきちゃん(24) イケメン先輩がGETした難易度高めのアイドル級OLっ娘が２本のチンポに溺れる （2017年12月27日、fc2 ）※「たまき」名義 http://adult.contents.fc2.com/article_search.php?id=738396

- 残り250】4P・乱交個人撮影★神美乳★娘たまきちゃん♥敏感になった体を男３人のでかチンポで夕方６時頃からハメ回したらアヘ顔マン潮ジョバジョバ痙攣絶頂！男全員の種付けに同時イキする究極ビッチ （2018年1月10日、fc2 ）※「たまき」名義

http://adult.contents.fc2.com/article_search.php?id=747925
- 【DMM独占配信】りん （2018年12月26日、DMM動画.R18配給  ちちくりジョニー）※「りん」名義

- りん （2019年04月26日、FANZA動画.R18配給  はめチャンネル ）※「りん」名義
- りん２ （2019年04月26日、FANZA動画.R18配給  はめチャンネル ）※「りん」名義

- たまき （2019年05月11日、DMM動画.R18配給 ハメドリネットワークSecondEdition）※「たまき」名義
- たまき 2 （2019年05月25日、DMM動画.R18配給 ハメドリネットワークSecondEdition）※「たまき」名義

### イメージDVD
- Elegant Nude 裸体という極上の衣服（2017年4月13日、Precious Beauty）
- Rin 巨乳デザイナー、淫らに乱れて…（2017年6月15日、REbecca）

### イベント開催
- 第一回ＤＶＤ発売イベント開催（2017年1月15日プレステージ主催、プレジャ秋葉原店13時～、MIS秋葉原店17時～）
- 第二回ＤＶＤ発売イベント開催（2017年3月11日アイエナジー主催、ラムタラMEDIA WORLD AKIBA店12時～、エムズ秋葉原店17時～）
- 第三回ＤＶＤ発売イベント開催（2017年4月22日INTEC主催、プレジャ秋葉原店13時～、MIS秋葉原店17時～）

### VR配信
- 【DMM独占配信】白石りん 生中出し 美マンにブチ込め！！　（2017年7月13日、DMM動画.R18配給 ブイワンVR）
- 【無料】白石りん 「私のこと…好きなの？」美脚でスレンダー!!美人巨乳OLのどきどきキス!! （2017年7月14日、Adultfesta VR配給 CRYSTAL VR）
- ［高画質］白石りん 只今不倫関係中！スレンダー巨乳女とのさよなら中出しセックス！（2017年7月14日、Adultfesta VR配給 CRYSTAL VR）
- 【DMM独占配信】白石りん 生中出し オジサンにFカップ神ボディを貪られ…　（2017年7月31日、DMM動画.R18配給 ブイワンVR）
- 白石りん 只今不倫関係中！スレンダー巨乳女とのさよなら中出しセックス！（2017年8月11日、DMM動画.R18配給 CRYSTAL VR）
- 裏クチコミ評価5のビジネスホテル マッサージ編 白石りん （2018年1月12日、DMM動画.R18配給 CASANOVA ）
- 【DMM独占配信】学校で憧れの女教師の変態行為を目撃してしまい… 白石りん　（2018年2月9日、DMM動画.R18配給 ANNEX（無言）/HERO ）
- 仮想現実ライブチャット リンさんログイン中 （2018年3月9日、DMM動画.R18配給 CASANOVA ）

- 白石りん 神が作り給うた最高の体でご奉仕！素股フェラパイズリ手コキ発射！ （2019年3月9日、DMM動画.R18配給 TEPPAN VR ）
- 白石りん Fカップパイズリ＆フェラ 無我夢中で貪るチ●ポ口内発射 （2019年3月9日、DMM動画.R18配給 TEPPAN VR ）

### デジタル写真集
- ビジュアルフォトブック017 BOINLOSS 白石りん: セクシーでカッコイイヌード写真集 Kindle版（2017年3月9日、Amazon Services International, Inc. Kindle版　HMJM）
- ラストウーマン Kindle版（2017年8月22日、Amazon Services International, Inc. Kindle版　HMJM）
- 白石りん Rin 巨乳デザイナー、淫らに乱れて…【デジタル写真集23】Sクラス美女のヌード写真集 S級アイドル（2017年8月24日、Amazon Services International, Inc. Kindle版　REbecca）
- ラストウーマン　R-18 Kindle版（2017年10月1日、Amazon Services International, Inc. Kindle版　HMJM）
- 艶BODY濃密接写　巨乳娘集合！ Kindle版（2017年12月8日、Amazon Services International, Inc. Kindle版　 Milkyway ）他出演:尾上若葉、森はるら、桃乃誉
- ギリギリ★あいどる倶楽部 「裸体という極上の衣服」 白石りん 写真集（2018年1月16日、Precious Beauty DMM電子書籍.R18 ギリギリ★あいどる倶楽部）
- 【DMM先行】 【DMM独占販売】 白石りん写真集 BOINLOSS （2018年1月20日、浜田一喜 DMM電子書籍.R18　HMJM）
- 艶乳 / 白石りん MAX-Aシリーズ Kindle版（2018年2月8日、Amazon Services International, Inc. Kindle版 五百十 ）
- ブイワンVR くびれボイン4名 三原ほのか 白石りん 浜崎真緒 初音ろりあ ブイワンVR （2018年2月24日、ブイワンVR DMM電子書籍.R18　ブイワンVR）
- 誘惑マッサージサロン 白石りん Kindle版（2017年2月25日、Amazon Services International, Inc. Kindle版　あめんぼ）
- デジグラ着エログラビア vol.079 白石りん Kindle版（2018年4月8日、Amazon Services International, Inc. Kindle版　Image-Box）
- デジグラ着エログラビア vol.108 白石りん Kindle版（2018年5月25日、Amazon Services International, Inc. Kindle版　Image-Box）
- 【DMM先行】 【DMM独占販売】 ひたすら乳 出演者 白石りん 雪染ちな （2018年6月22日、PRESTIGE DIGITAL BOOK SERIES DMM電子書籍.R18　プレステージ）
- デジグラ着エログラビア vol.181 白石りん Kindle版（2018年7月5日、Amazon Services International, Inc. Kindle版　Image-Box）

- 私を寝取ってください… 白石りん Episode01 （2018年8月21日、TMEプラス FANZA電子書籍　クリスタル映像）
- 私を寝取ってください… 白石りん Episode02 （2018年8月21日、TMEプラス FANZA電子書籍　クリスタル映像）

- 俺の妹、爆乳きゃしゃぁーん Episode01 （2018年8月31日、TMEプラス FANZA電子書籍 チェリーズ）
- 俺の妹、爆乳きゃしゃぁーん Episode02 （2018年9月7日、TMEプラス FANZA電子書籍 チェリーズ）
- 俺の妹、爆乳きゃしゃぁーん Episode03 （2018年9月14日、TMEプラス FANZA電子書籍 チェリーズ）

- 眼鏡×競泳水着×くびれボイン 白石りん Episode01 （2018年9月29日、TMEプラス FANZA電子書籍　クリスタル映像）
- 眼鏡×競泳水着×くびれボイン 白石りん Episode02 （2018年9月29日、TMEプラス FANZA電子書籍　クリスタル映像）
- 眼鏡×競泳水着×くびれボイン 白石りん Episode03 （2018年9月29日、TMEプラス FANZA電子書籍　クリスタル映像）

### 書籍
- ギリギリ★あいどる倶楽部　「裸体という極上の衣服」　白石りん (ヌード写真集)

（2018年1月26日、オンデマンド (ペーパーバック): 54ページ PAD Precious Beauty ギリギリ★あいどる倶楽部）